# Șomoșcheș
Șomoșcheș – wieś w Rumunii, w okręgu Arad, w gminie Cermei. W 2011 roku liczyła 935 mieszkańców. 